# Sinophorus inclivus
Sinophorus inclivus är en stekelart som beskrevs av Sanborne 1984. Sinophorus inclivus ingår i släktet Sinophorus och familjen brokparasitsteklar. Inga underarter finns listade i Catalogue of Life.